# Los Charros
Los Charros est un groupe de cumbia romantique argentin, originaire de la province du Chaco. Il est formé en 1994 et se consacre à la réalisation de reprises en rythme cumbia de chansons populaires, généralement d'artistes mexicains tels que Marco Antonio Solís, Bronco, Juan Gabriel, Selena, etc. Il a été dirigé par le chanteur Daniel Cardozo entre 1993 et 2010. Leurs récitals et concerts ont eu lieu principalement dans des clubs de Buenos Aires et des provinces du nord de l'Argentine, mais à partir du troisième album, leur musique s'est répandue dans d'autres pays comme le Chili, l'Uruguay, le Paraguay, la Bolivie, le Pérou et l'Équateur.

## Biographie
Le groupe est formé lorsque certains anciens membres du groupe Los Dinos ont décidé de se séparer et de créer un nouveau projet musical. Ils ont organisé un casting où Daniel Cardozo a été choisi comme vocaliste. Au début, ils s'appelaient Los Temerarios, mais en raison de l'existence d'un groupe mexicain portant le même nom et sur recommandation de Cholo, le manager du groupe, ils ont changé le nom en Los Charros. Avec Daniel Cardozo, ils enregistrent leur premier album en 1995 intitulé Te demostraré avec des succès comme Como una flor (reprise de Selena Quintanilla), La Falta que me haces (chanson écrite par Daniel Cardozo) et Un minuto de silencio, entre autres. Vient ensuite l'album Corazón de Papel, avec le succès Amores como el nuestro, puis son troisième album Son una joya. Après plusieurs autres albums, Daniel Cardozo commence sa carrière solo en 1999 et Roberto Aranda, ex Grupo Los Sheriff, le remplace, avec qui ils enregistrent deux albums ; Aquél amor et Amor secreto.
En 2003, avec le retour de Daniel Cardozo, ils commencent une série de spectacles dans tout le pays, célébrant les dix ans de la création du groupe, clôturant la célébration au Teatro Gran Rex. Après une série d'albums, une fois encore, Daniel Cardozo décide de quitter Los Charros pour poursuivre sa carrière en solo.
En 2009, deux ans après le départ de Cardozo et avec Darío Chiarini comme chanteur (ancien chanteur de Los Tejas et avec un timbre similaire à celui de Cardozo) ils sortent ''Por siempre y para siempre.
En janvier 2022, le groupe joue à l'événement populaire La Mágica.

## Discographie
- 1995 : Te demostraré
- 1996 : Corazón de papel
- 1997 : Son una joya
- 1999 : Imbatibles
- 2000 : Aquel amor
- 2001 : Amor secreto
- 2004 : Linda morena
- 2005 : Siguen Siendo gigantes
- 2009 : Por siempre y para siempre